# Atkins (Virgínia)
Atkins és una concentració de població designada pel cens dels Estats Units a l'estat de Virgínia. Segons el cens del 2000 tenia 1.138 habitants.

## Demografia
Segons el cens del 2000, Atkins tenia 1.138 habitants, 494 habitatges, i 329 famílies. La densitat de població era de 81,4 habitants per km².
Dels 494 habitatges en un 26,9% hi vivien nens de menys de 18 anys, en un 50% hi vivien parelles casades, en un 11,5% dones solteres, i en un 33,2% no eren unitats familiars. En el 29,1% dels habitatges hi vivien persones soles l'11,9% de les quals corresponia a persones de 65 anys o més que vivien soles. El nombre mitjà de persones vivint en cada habitatge era de 2,3 i el nombre mitjà de persones que vivien en cada família era de 2,81.
Per edats la població es repartia de la següent manera: un 21,6% tenia menys de 18 anys, un 9,1% entre 18 i 24, un 28,4% entre 25 i 44, un 26,4% de 45 a 60 i un 14,6% 65 anys o més.
L'edat mediana era de 38 anys. Per cada 100 dones de 18 o més anys hi havia 86,6 homes.
La renda mediana per habitatge era de 26.667 $ i la renda mediana per família de 30.625 $. Els homes tenien una renda mediana de 23.274 $ mentre que les dones 17.000 $. La renda per capita de la població era de 17.516 $. Entorn del 5,6% de les famílies i el 9,6% de la població estaven per davall del llindar de pobresa.

## Poblacions més properes
El següent diagrama mostra les poblacions més properes.